# Ladegården

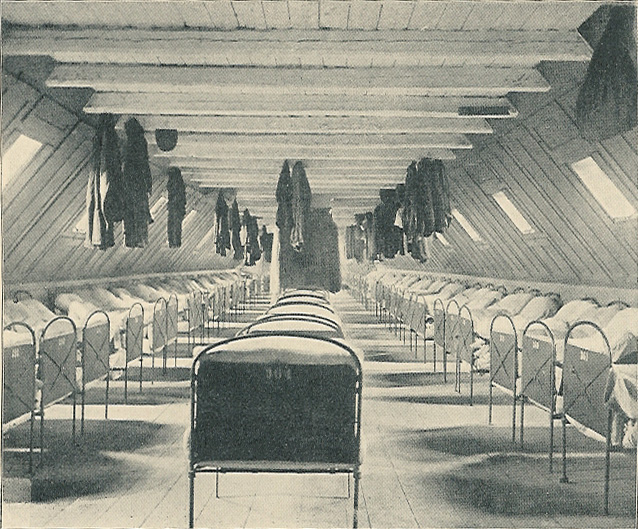
Sovsal på Ladegården i Köpenhamn omkring 1900.

Ladegården var tidigare en ladugård som hörde till Köpenhamns slott. Den låg vid Ladegårdsvejen, nuvarande Åboulevard. Senare hade Köpenhamns tvångs- och arbetsanstalt de flesta av sina lokaler där (till den 1 april 1908).
Den första byggnaden, som troligen var uppförd 1619 eller 1620 av Kristian IV, raserades under ett oväder 1628. Två år senare uppfördes en tre våningar hög huvudbyggnad som var omgiven av vallar och vallgravar. Under Köpenhamns belägring 1658–1659 brann denna byggnad ned. Den förblev en ruin i några år. År 1661 avyttrades marken till Christoffer Gabel, men den återkom till kronan, och under pesten 1711 inrättades Ladegården som ett pestsjukhus. Tre månader senare lades pestsjukhuset ned, och byggnaderna återlämnades till krigsbestyrelsen, som hade lånat ut dem till Sundhedskommissionen. 
Krigshospitalets Ladegård, som den nu kallades, användes därefter som fattighus, sjukhus och straffanstalt för militäretaten, och efter ett misslyckat försök till att göra huvudbyggnaden till ett hem för faderlösa soldatbarn, änkor eller svaga militärer, såldes egendomen 1768 till Köpenhamns kommun för 22 100 riksdaler kurant. Den skulle ersätta Pesthuset, som låg vid Kalvebod Strand, och som från 1665 hade använts som lasarett för smittsamma sjukdomar och senare som asyl för vansinniga och obotligt sjuka. Ladegården fick då namnet Sankt Hans Hospital och använddes som hospital för sinnessjuka till 1816, då både hospitalet och namnet flyttades till Bistrupgård vid Roskilde. Ladegården stod oanvänd till 1822, då den togs i bruk som arbetsanstalt för fattiga och hemlösa, och genom plakat av den 9 oktober 1833 blev anstalten den även tvångsarbetsanstalt, närmast för straffade personer och vagabonder under fattigväsendets administration. 
Ladegårdens byggnader, som under årens lopp blivit alltmer bristfälliga, ödelades ytterligare vid en mordbrand den 14 augusti 1839, och från 1840 påbörjades renoveringen av de gamla byggnaderna och uppförandet av en del nya. År 1859 uppfördes Fattiggården, belägen mellan Ladegården och Vodroffsvej; 1870 åtskildes mans- och kvinnoavdelningarna, genom att sistnämnda avdelning förlades till Fattiggården, medan själva Ladegården förbehölls männen. Ett tvångshus för män uppfördes 1862 på "Bakken", lämningar av en gammal vall nära järnvägen, det behövde utökas 1867 och 1889; men då platsen var otillräcklig, kom man 1897 överens med fängelseväsendet om att hyra arresthusets för- och mellanbyggnader på Christianshavn, och från den 1 juli 1897 inrättades där en filial till Ladegården med plats för 150 män. Tvångshuset för kvinnor förblev på Fattiggården, men även detta behövde utökas i betydande grad. 
Den genomsnittliga beläggningen var 1834: 319, 1866: 903, 1899: 719 och 1907–1908: 564; den 9 mars 1881 hade Ladegården sin största beläggning, nämligen 1114 personer. Kommunalstyrelsen beslutade 1885 om en flyttning till en ny byggnad i Nørre Allé, men ändrade sitt beslut 1892 och lät i stället Almindelig Hospital flytta in de färdiga byggnaderna. Ladegårdens fallfärdiga och brandfarliga byggnader fortsatte därför att användas i ytterligare 16 år. År 1899 beslutade kommunalstyrelsen åter att flytta Ladegården, denna gång till Amager. Den 1 april 1908 flyttades verksamheten helt till Sundholm. Därigenom försvann en av Köpenhamns typiska gatubilder från 1800-talet, nämligen smågrupper av hjon från Ladegården, som under en uppsyningsmans ledning skötte renhållningen på en del av stadens allmänna platser. Den mer humana anda, som gjort sitt intåg, förbjöd denna offentliga utställning av fattigvårdens klienter. Ladegården var därefter uthyrd som bland annat verkstadslokaler och upplagsplatser och revs slutligen 1930. I dag finns Radiohuset och kvarteret omkring Herman Triers Plads på detta område.